# Bismillah Khan Mohammadi
Bismillah Khan Mohammadi (en persa: بسم‌الله خان محمدی‎; Provincia de Panjshir, 1961) es un militar y político afgano. Se desempeñó como Ministro de Defensa en dos ocasiones (2012-2015; 2021), Ministro del Interior (2010-2012) y Jefe del Estado Mayor de las Fuerzas Armadas Afganas (2002-2010).

## Biografía
Nacido en 1961 en la Provincia de Panjshir, es de etnia tayika. Después de graduarse del grado 14 en el Seminario de Abu Hanifa, se matriculó en la Universidad Militar de Kabul. Aunque en un principio estaba afiliado a la facción Parcham del Partido Democrático Popular de Afganistán, tras la Invasión Soviética de Afganistán se unió a la resistencia muyahidín de Ahmad Shah Masud.
Tras el establecimiento del Emirato Islámico de Afganistán en 1996, se convirtió en Viceministro de Defensa del nominal Estado Islámico de Afganistán, como alto comandante de la Alianza del Norte. Caído el régimen talibán, se convirtió en Jefe de la Policía de Kabul. En el 2002, Bismillah Khan llegó a ser designado Jefe del Estado Mayor del Ejército Nacional de Afganistán, y concurrentemente Jefe del Estado Mayor de las Fuerzas Armadas, cargo que mantendría hasta el año 2010.
En junio de 2010, Bismillah Khan fue transferido de su puesto de Jefe del Estado Mayor al puesto de Ministro del Interior por el presidente Hamid Karzai. Tras la pérdida de confianza en el Parlamento de Afganistán, Bismillah Khan Mohammadi y el ministro de Defensa, Abdul Rahim Wardak, anunciaron su dimisión del cargo ministerial a principios de agosto de 2012.
El 15 de septiembre de 2012, asumió el cargo de Ministro de Defensa, puesto que ocupó hasta el 24 de mayo de 2015.
El 19 de junio de 2021 fue designado nuevamente como Ministro de Defensa. Estuvo en el cargo hasta la caída de la República Islámica en la ofensiva talibán, el 15 de agosto del mismo año. Después de la caída de Kabul, se dirigió al valle de Panjshir, donde se formó la llamada Resistencia de Panjshir.